# Homam El-Amin
Homam El-Amin (ur. 25 sierpnia 1999 w Dosze) – katarski piłkarz, występujący na pozycji obrońcy w katarskim klubie Al-Gharafa SC oraz w reprezentacji Kataru. Uczestnik Mistrzostw Świata 2022, Mistrzostw Świata U-20 2019, Złotego Pucharu CONCACAF 2021 i 2023 oraz Pucharu Azji 2023.

## Statystyki

### Klubowe
Na podstawie:
| Klub          | Sezonów | Liga               | Liga  | Liga   | Puchar krajowy | Puchar krajowy | Kontynentalne | Kontynentalne | Suma  | Suma   |
| Klub          | Sezonów | Liga               | Mecze | Bramki | Mecze          | Bramki         | Mecze         | Bramki        | Mecze | Bramki |
| ------------- | ------- | ------------------ | ----- | ------ | -------------- | -------------- | ------------- | ------------- | ----- | ------ |
| Al-Gharafa SC | 5       | Qatar Stars League | 66    | 7      | 10             | 1              | 6             | 0             | 82    | 8      |
|               | Łącznie | Łącznie            | 66    | 7      | 10             | 1              | 6             | 0             | 82    | 8      |

### Reprezentacyjne
Na podstawie:
| Rozgrywki                     | Faza        | M  | Gol | Żółta kartka | Czerwona kartka |
| ----------------------------- | ----------- | -- | --- | ------------ | --------------- |
| Mecze towarzyskie             | –           | 15 | 1   | 1            | 0               |
| Eliminacje MŚ 2022            | Grupa 5     | 3  | 0   | 0            | 0               |
| Złoty Puchar CONCACAF 2021    | Grupa D     | 3  | 1   | 0            | 0               |
| Złoty Puchar CONCACAF 2021    | Ćwierćfinał | 1  | 0   | 0            | 0               |
| Złoty Puchar CONCACAF 2021    | Półfinał    | 1  | 0   | 0            | 0               |
| Puchar Narodów Arabskich 2021 | Grupa A     | 2  | 0   | 1            | 0               |
| Puchar Narodów Arabskich 2021 | Ćwierćfinał | 1  | 0   | 0            | 0               |
| Puchar Narodów Arabskich 2021 | Półfinał    | 1  | 0   | 0            | 0               |
| Puchar Narodów Arabskich 2021 | Mecz o 3M   | 1  | 0   | 0            | 0               |
| MŚ 2022                       | Grupa A     | 3  | 0   | 1            | 0               |
| Puchar Zatoki Perskiej 2023   | Grupa B     | 3  | 0   | 1            | 0               |
| Puchar Zatoki Perskiej 2023   | Półfinał    | 1  | 0   | 0            | 0               |
| Złoty Puchar CONCACAF 2023    | Grupa B     | 3  | 0   | 0            | 0               |
| Złoty Puchar CONCACAF 2023    | Ćwierćfinał | 1  | 0   | 0            | 0               |

## Sukcesy
Na podstawie:
Brak większych osiągnięć.